# Declan McKenna
Declan Benedict McKenna (24 de dezembro de 1998) é um cantor, compositor e músico inglês, mais conhecido por ganhar o Glastonbury Festival Emerging Talent Competition em 2015. Seu primeiro single, intitulado de "Brazil", lançado em agosto de 2015, chegou a alcançar o 18º lugar no Alt Nation alternative Rock, ficando entre os charts durante três semanas, cuja letra possui uma crítica à FIFA, acusando o órgão dirigente de indicar o Brasil a sediar uma Copa do Mundo de futebol, ignorando a pobreza extensa e profunda que afeta a população.

## Vida e Carreira

### Início da vida
Declan McKenna nasceu em 24 de Dezembro de 1998 e cresceu em Hertfordshire no Reino Unido.  Ele frequentou a St Mary's Church of England High School em Cheshunt, Hertfordshire, Inglaterra. Ele começou a fazer seus exames GCSE no verão de 2015. Mais tarde, estudou níveis avançados em literatura inglesa, filosofia e sociologia, mas parou depois de alguns meses, após a sua carreira musical começar a consumir muito do seu tempo.
Em 2015, McKenna entrou no 'Glastonbury Festival's Emerging Talent Competition'. O festival o nomeou o vencedor do concurso em abril de 2015, no qual ele foi premiado com um prêmio 5.000 dólares e um slot no William's Green Stage do festival. NME chamou-o de "um dos mais procurados novos atos" no Reino Unido depois de sua vitória, pouco depois de McKenna ter assinado um contrato de gestão com a Q Prime (a mesma empresa de gestão que também representa a banda de rock indie britânica Foals, entre outros). Mais de 40 gravadoras concorreram para assiná-lo, com McKenna indo com a Columbia Records.

### Singles, EPs e concertos internacionais
Declan McKenna passou os restantes dos meses de 2015 fazendo uma grande variedade de shows, participando de vários festivais de música britânicos e irlandeses, além de concertos em toda Londres. Ele participou do Festival Somersault em North Devon, Inglaterra, em julho; Boston Big Gig festival em Boston, Lincolnshire, em julho; o Electric Picnic em Stradbally, County Laois, Irlanda, em setembro, e o festival de música MIRRORS em Londres em outubro.
Em novembro de 2015, ele auto-lançou seu segundo single, "Paracetamol". A canção de 5 minutos e meio discute como adolescentes transgêneros são deturpados na mídia. Em uma entrevista ao Sound of Boston, McKenna explicou o que o título da canção representa: "A ideia da letra de paracetamol é sobre uma maneira de comparar a crença de que alguém pode ser curado de quem eles são, através da terapia, e de analgésicos cotidianos". Jon Lyons do site de música 'ThisNewBand.com' disse que a música mostrou uma maturidade evidente de McKenna, que ele não era "apenas um sonho adolescente ou um cara com apenas um hit maravilhoso".
A revista americana da indústria da música, Billboard disse que McKenna estava "fazendo incursões na América", com o single "Brazil". A canção entrou no gráfico de músicas alternativas da Billboard (para a semana que terminou em 27 fevereiro de 2016) no número 32, subindo para o número 26 dia 5 de Março de 2016.
No final de agosto de 2016, McKenna lançou um single chamado "Isombard", que trata sobre os âncoras de direita, da Fox News, que sempre tenta justificar a brutalidade policial.
Em 2017, McKenna tocou em vários festivais, incluindo 'Coachella', 'Lollapalooza', 'Glastonbury Festival', e 'Reading and Leeds Festival'.
Em Abril de 2017, Declan anunciou seu primeiro álbum, intitulado de "What Do You Think About the Car?", sendo lançado em 21 de julho do mesmo ano.

## Avaliação crítica
McKenna escreve suas próprias canções e geralmente executa todos os seus próprios instrumentos.
BBC News disse que seu single "Brazil" é uma canção extraordinariamente madura para um compositor de 16 anos de idade. Matt Wilkinson, da NME, chamou de "uma das melhores músicas" de 2015, e também teve grandes elogios para o segundo single de McKenna, "Paracetamol". Jon Lyons de 'ThisNewBand.com' disse que "Brazil" é "uma canção cativante sem dúvida", e também observou que era "uma crítica nítida sobre esportes, dinheiro e poder."
A sonoridade e a produção das canções é algo muito original de Declan, criando para o cantor a sua marca registrada: seu próprio jeito de fazer música.
Apesar da pouca idade, mostrou-se um compositor bem maduro desde o início. Pegando carona nos escândalos envolvendo a FIFA durante a Copa do Mundo de 2014, abordou os temas de corrupção e desigualdade social em “Brazil”

## Discografia

### Álbuns de estúdio
- What Do You Think About the Car? (2017)
- Zeros (2020)
- What Happened to the Beach? (2024)

### EPs
- Stains (2016)
- Liar (2016)

### Singles
- "Brazil" (2015)
- "Paracetamol" (2015)
- "Bethlehem" (2016)
- "Isombard" (2016)
- "The Kids Don't Wanna Come Home" (2017)
- "Brazil" (2017) - Nova versão para divulgação do álbum "What Do You Think About the Car?".
- "Humongous" (2017)
- "Why do you feel so down?" (2017)
- "Listen to your friends" (2018)
- "Make me your queen" (2018)
- "Blue" (2019)